# Рейнталь, Владимир Ричардович
Владимир Ричардович Рейнталь (1871—1915) — подполковник, герой Первой мировой войны.

## Биография
Родился 6 апреля 1871 года. Начальное образование получил в Ярославской военной школе, по окончании которой 30 августа 1888 года был принят в Одесское пехотное юнкерское училище.
Выпущен 16 октября 1892 года подпоручиком в 100-й пехотный Островский полк. 16 октября 1896 года произведён в поручики.
В 1900—1901 годах принимал участие в Китайском походе, 16 октября 1900 года произведён в штабс-капитаны.
В 1904—1905 годах Рейнталь сражался с японцами на Дальнем Востоке, за боевые отличия был награждён тремя орденами и произведён в капитаны (со старшинством от 16 октября 1904 года).
Далее Рейнталь служил в 17-м стрелковом полку и 26 февраля 1912 года получил чин подполковника.
С начала Первой мировой войны Рейнталь сражался с немцами и скончался от ран 11 марта 1915 года. Высочайшим приказом от 29 мая 1915 года он был посмертно награждён орденом св. Георгия 4-й степени
За то, что 4 февраля 1915 года у д. Кержек, управляя отрядом и находясь по сильным огнём противника, своим мужеством и личным примером воодушевил роты к стремительной атаке, чем и решил успех боя, выбив германцев из двух рядов окопов и захватив пленных и трофеи.

## Награды
Среди прочих наград Рейнталь имел ордена:
- Орден Святой Анны 4-й степени (1906 год)
- Орден Святого Станислава 2-й степени с мечами (1906 год)
- Орден Святой Анны 3-й степени с мечами и бантом (1906 год)
- Орден Святой Анны 2-й степени (8 февраля 1909 года)
- Орден Святого Георгия 4-й степени (29 мая 1915 года)